# アビアコ航空118便墜落事故
アビアコ航空118便墜落事故（アビアコこうくう118びんついらくじこ）は、1973年8月13日に発生した航空事故である。マドリード＝バラハス空港からア・コルーニャ空港へ向かっていたアビアコ航空118便（シュド・カラベル）がア・コルーニャ空港への着陸進入中に墜落し、乗員乗客85人全員と地上の1人が死亡した。

## 飛行の詳細

### 事故機
事故機のシュド・カラベル（EC-BIC）は製造番号225として製造され、1967年6月19日に初飛行した機体で、アビアコ航空には1972年5月に納入された。エンジンはプラット・アンド・ホイットニー JT8D-7を搭載しており、離着陸回数は9,380回、総飛行時間は13,118時間であった。

## 事故の経緯
118便はマドリード＝バラハス空港からア・コルーニャ空港へと向かう季節運航便で、観光客に人気があった。現地のニュースによれば、118便はガリシア州の多くの海辺の観光地へ簡単にアクセスできるようアビアコ航空が夏季限定で運航していた便だったという 。
118便はCEST午前9時14分にマドリード＝バラハス空港を離陸した。10時14分にラ・コルーニャ空港の管制と交信したところ、当時の時間帯は視界が悪いとの報告を受けた。管制に天候の早期の回復を待って上空で待機するよう勧められたが、118便は実際に視程を確認するため1回目の着陸進入を開始した。しかしこれに失敗したため、118便は高度2,000ｍへと戻った。その後、2回目の着陸進入を行ったが、これにも失敗した。11時20分に118便は管制から「霧が晴れ、水平方向の視界が約1,500m、鉛直方向の視界が約300m近くまで回復した」との報告を受け、11時39分にパイロットは再び着陸進入を開始したことを管制に連絡したが、これが最後の交信となった。その直後、118便はユーカリの木に衝突し、廃屋となっていたファームハウスを巻き込んで炎に包まれた。
事故により、乗員乗客85人中84人が即死した。残りの1人はラ・コルーニャの病院に運ばれたが、重傷を負っていたため数時間後に死亡した。さらに、地上にいた1人も事故に巻き込まれ死亡したと報告されている。

## 事故原因
公式によって、事故原因はパイロットが規則に違反して視界不良にもかかわらず着陸進入をしたことであると発表された。事故現場から約45km離れたサンティアゴ・デ・コンポステーラ空港は当時視界が良好であり、このことを考慮するとこの原因はさらに重大なものであると考えられている。